# アーティンスキアン
| 累代        | 代     | 紀           | 基底年代 Mya |
| ----------- | ------ | ------------ | ------------ |
| 顕生代      | 新生代 | 第四紀       | 2.58         |
| 顕生代      | 新生代 | 新第三紀     | 23.03        |
| 顕生代      | 新生代 | 古第三紀     | 66           |
| 顕生代      | 中生代 | 白亜紀       | 145          |
| 顕生代      | 中生代 | ジュラ紀     | 201.3        |
| 顕生代      | 中生代 | 三畳紀       | 251.902      |
| 顕生代      | 古生代 | ペルム紀     | 298.9        |
| 顕生代      | 古生代 | 石炭紀       | 358.9        |
| 顕生代      | 古生代 | デボン紀     | 419.2        |
| 顕生代      | 古生代 | シルル紀     | 443.8        |
| 顕生代      | 古生代 | オルドビス紀 | 485.4        |
| 顕生代      | 古生代 | カンブリア紀 | 541          |
| 原生代      | 原生代 | 原生代       | 2500         |
| 太古代      | 太古代 | 太古代       | 4000         |
| 冥王代      | 冥王代 | 冥王代       | 4600         |
| 1. 2. 3. 4. |        |              |              |

アーティンスキアン（英: Artinskian）は、国際層序委員会によって定められた地質学用語である、地質時代名の一つ。2億9010万年前（誤差26万年）から2億8350万年前（誤差60万年）にあたる、前期ペルム紀（シスウラリアン世）を四分した3番目の期である。前の期は前期ペルム紀の2番目の期サクマーリアン、続く期は前期ペルム紀最後の期のクングーリアン。模式地はロシアのウラル連邦管区に位置する。アルチンスキアンとも。

## 層序

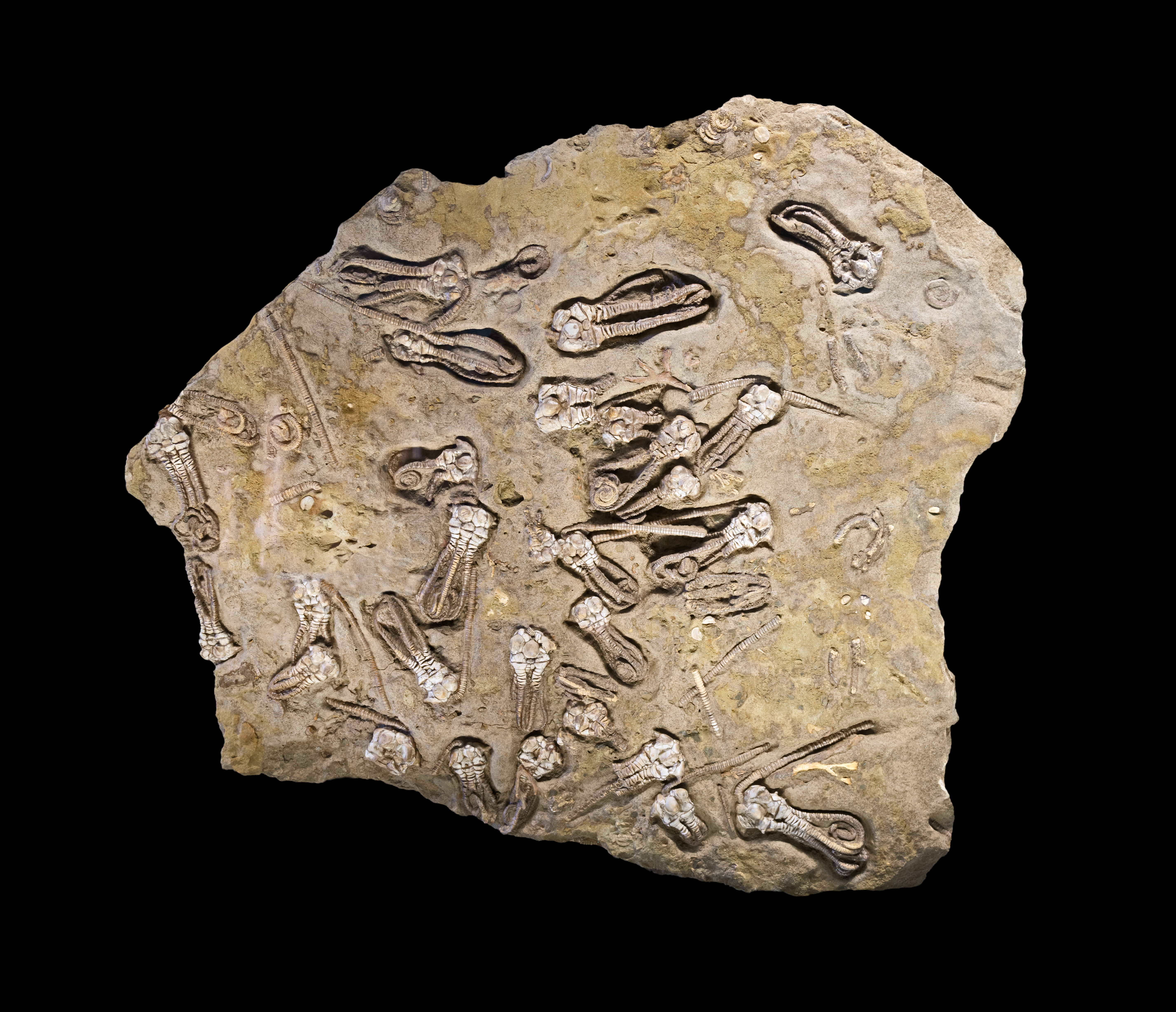
オーストラリア西部のアーティンスキアン階から産出した Jimbacrinus bostocki

アーティンスキアンはロシアのウラル山脈の南方、エカテリンブルクの約200キロメートル南西に位置する小さな都市アーティにちなんで命名された。アーティンスキアン階は1874年にアレクサンドル・カルピンスキが学術論文で初めて使用した。

### アーティンスキアンの基底
アーティンスキアンの基底はコノドントの種 Sweetognathus whitei と Mesogondlella bisselli の地質記録上の初出現で定義されている。この時代を制限するため、国際層序委員会は2002年に非公式に国際標準模式層断面及び地点(GSSP)の候補を提案し、後に2013年に公式な提案がなされた。このGSSPの候補はウラル山脈の南の Krasnousolsky の近くに位置する切り通し Dal'ny Tulkas であった。
Schmitz と Davydov による2012年のウラン・鉛年代測定法では、S. whitei の初出現を含む Dal'ny Tulkas 道路の岩層の位置から、アーティンスキアンの基底が約2億9010万年であることが分かった。Chuvashov らによる1996年の放射性年代測定ではサクマーリアン - アーティンスキアン境界はさらに新しい2億8030万年前、グラッドステインとオッグおよびスミスによる2004年の測定では約2億8300万年前と報告されており、2012年までの国際層序委員会による時代区分など多くの出版物が後者に基づいていた。

### アーティンスキアンの最上部
アーティンスキアンの最上部、すなわちクングーリアンの基底はコノドントの種 Neostreptognathodus pnevi と N. exculptus の初出現で定義されている。

## 日本において
兵庫県篠山地域の藤岡奥セクションは示準化石となるコノドント化石が産出しなかったものの、Pseudoalbaillella simplex や Paraf ollicucullus sakumarensis といった前期ペルム紀アッセリアンからクングーリアンまでを示す放散虫化石が得られている。